# 石舒清
石舒清（1969年—），原名田裕民，男，回族。宁夏海原人，中国作家，宁夏回族自治区作家协会主席。代表作有短篇小说《清水里的刀子》、《清洁的日子》等。